# Рюттгерс, Юрген
Юрген Антон Рюттгерс (нем. Jürgen Anton Rüttgers; род. 26 июня 1951, Кёльн, ФРГ) — немецкий политик, премьер-министр земли Северный Рейн-Вестфалия (2005—2010).

## Биография
Родился 26 июня 1951 года в Кёльне, в семье электрика. Изучал юриспруденцию и историю в Кёльнском университете, в 1975 и 1978 годах сдал государственные юридические экзамены, в 1979 году получил степень доктора философии по юриспруденции.
В 1987 году избран в бундестаг, в 1994 году назначен министром образования, науки, исследований и технологии в правительстве Гельмута Коля, оставшись соратником канцлера и с началом финансового скандала вокруг обвинений в незаконном финансировании ХДС. В 2000 году избран в ландтаг Северного Рейна-Вестфалии, с 1999 по 2005 год возглавлял земельное отделение ХДС.
В 1998 году вместе с министрами высшего образования Франции, Италии и Великобритании подписал Сорбоннскую декларацию, которая предваряла Болонскую декларацию, положившую начало Болонскому процессу.
Земельные выборы 2005 года принесли успех ХДС с результатом 44,8 %.
22 июня 2005 года Рюттгерс утверждён в должности премьер-министра Северного Рейна-Вестфалии (за него проголосовали 99 депутатов ландтага, против — 87), при этом чёрно-жёлтая коалиция ХДС и СвДП располагала 101 мандатом. Рюттгерс стал первым премьер-министром региона от ХДС за 39 лет.
9 мая 2010 года в Северном Рейне-Вестфалии состоялись земельные выборы, относительную победу на которых с минимальным преимуществом одержала ХДС, тем не менее потерявшая более 10 % поддержки по сравнению с выборами 2005 года, и большинство мест досталось красно-зелёной коалиции.
24 июня 2010 года Рюттгерс объявил об отставке со всех своих партийных и государственных постов.